# 하남시
하남시(河南市)는 대한민국 경기도의 북동부에 있는 시이다. 남쪽으로 광주시, 서쪽으로 서울특별시 강동구와 송파구, 서남쪽으로 남한산을 끼고 성남시, 북쪽으로 한강을 경계로 구리시, 남양주시가 있다. 검단산, 금암산, 남한산 등 광주산맥에 둘러싸인 분지 지형이다.

## 역사
백제 시조 온조왕 14년(기원전 5년)에 하남시 일대를 도읍으로 정하고 하남 위례성이라 부른 이래, 475년까지 백제의 도읍지였다. 940년(고려 태조 23년)에 한주를 광주로 개칭하였다. 1577년(조선 선조 10년)에 광주군 동부면이 되었으며, 1980년 12월 1일에 동부읍으로 승격하였고, 1989년 1월 1일에 광주군 동부읍과 서부면에 중부면 상산곡리를 합쳐 하남시로 승격되어 오늘날에 이르고 있다.
- 1980년 12월 1일 : 광주군 동부면이 동부읍으로 승격하였다.[2]
- 1989년 1월 1일 : 광주군 동부읍, 서부면 및 중부면 상산곡리를 합쳐 하남시로 승격하였다.[3] (10 행정동)
- 2014년 6월 5일 : 미사강변도시 개발에 따라 미사1동, 미사2동이 풍산동에서 분동하였다. (12 행정동)
- 2015년 11월 5일 : 위례신도시 개발에 따라 위례동이 감북동에서 분동하였다. (13 행정동)
- 2015년 12월 7일 : 서울특별시 송파구 및 경기도 성남시와 위례신도시의 관할 구역을 조정하였다.[4]
- 2020년 4월 20일 : 하남감일공공주택지구 조성에 따라 감일동이 감북동에서 분동하였다. (14 행정동)
- 2020년 8월 8일 : 하남선 (상일동~하남풍산)이 개통되었다.
- 2021년 3월 27일 : 하남선 (하남풍산~하남검단산)이 개통되었다.
- 2023년 5월 1일 : 풍산동의 행정동명을 미사3동으로 변경하였다.

## 지리
남쪽에 청량산이, 중앙에 객산과 금암산이, 동쪽에 검단산과 두리봉이 솟아 있다. 광주산맥의 줄기로 둘러 싸이고 강원도 산지에서 흘러 내리는 한강 지류가 북으로 흐르고 있어 산과 강이 알맞게 조화를 이루고 있는 지역이다. 한강은 팔당을 지나 남양주시와 경계를 이루며 북서류한다. 한강 연안에는 범람원 및 하안단구가 형성되어 있다.

## 행정 구역
하남시의 행정 구역은 14개 행정동, 24개 법정동으로 구성되어 있다. 하남시의 면적은 93.05 km2이고, 인구는 2020년 6월 말 주민등록 기준으로 283,256 명, 122,338 가구다.

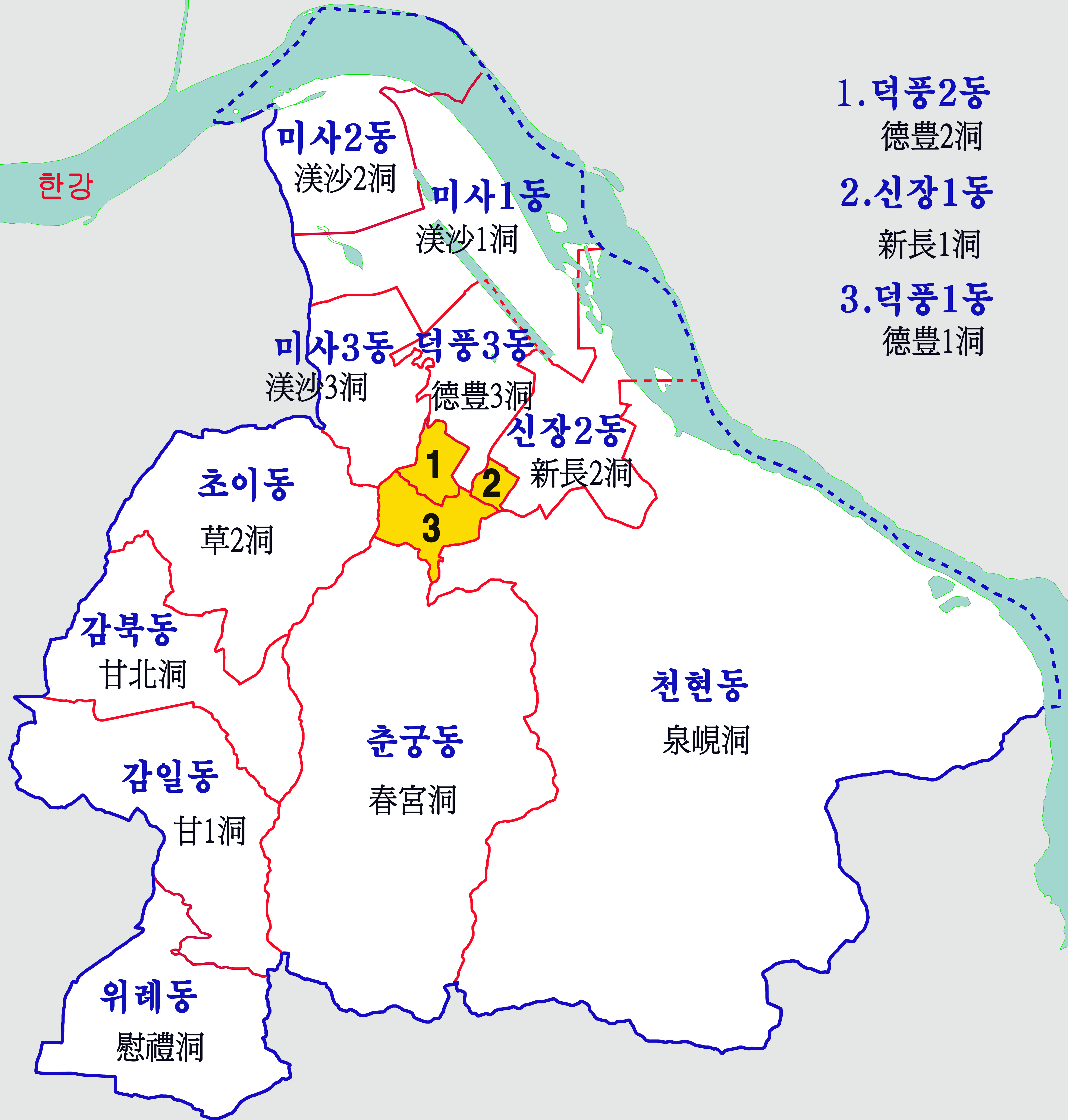

| 행정동  | 한자    | 면적  | 인구    | 세대    |
| ------- | ------- | ----- | ------- | ------- |
| 천현동  | 泉峴洞  | 34.92 | 7,748   | 4,204   |
| 신장1동 | 新長1洞 | 0.24  | 6,606   | 3,537   |
| 신장2동 | 新長2洞 | 4.12  | 45,810  | 19,193  |
| 덕풍1동 | 德豊1洞 | 1.01  | 16,399  | 7,353   |
| 덕풍2동 | 德豊2洞 | 0.51  | 19,549  | 9,251   |
| 덕풍3동 | 德豊3洞 | 2.04  | 25,565  | 10,624  |
| 감북동  | 甘北洞  | 5.86  | 2,873   | 1,564   |
| 감일동  | 甘一洞  | 5.06  | 9,412   | 3,629   |
| 위례동  | 慰禮洞  | 4.06  | 19,119  | 7,135   |
| 춘궁동  | 春宮洞  | 14.50 | 4,066   | 2,221   |
| 초이동  | 草二洞  | 6.13  | 3,726   | 2,118   |
| 미사1동 | 渼沙1洞 | 6.74  | 44,050  | 21,605  |
| 미사2동 | 渼沙2洞 | 4.90  | 48,335  | 18,798  |
| 미사3동 | 渼沙3洞 | 2.95  | 29,998  | 11,106  |
| 하남시  | 河南市  | 93.05 | 283,256 | 122,338 |

## 산업

### 산업별 종사자 현황
2014년 하남시 산업의 총종사자 수는 56,201명으로 경기도 총종사자 수의 1.3%를 차지하고 있다. 이중 농림어업(1차 산업)은 7명으로 비중이 낮고 광업 및 제조업(2차 산업)은 8,109명으로 14.4%의 비중으로 차지하고 상업 및 서비스업(3차 산업)은 48,085명으로 85.6%의 비중을 차지한다. 2차 산업은 경기도 전체의 비중 (27.1%)보다 낮고 3차 산업은 경기도 전체 비중(72.9%)보다 높다. 3차 산업 부문에서는 사업서비스업(5.6%), 도소매업(32.4%)과 숙박 및 음식업(7.9%), 교육서비스업(5.1%)이 큰 비중을 차지하고 있다.

### 상주인구와 주간인구
하남시의 2010년 기준 상주인구는 136,183명이고 주간인구는 127,492명으로 주간인구지수가 94%로  낮다. 통근으로 인한 유입인구는 25,042명, 유출인구는 29,134명이고 통학으로 인한 유입인구는 945명,  유출인구는 5,544명으로 전체적으로 유출인구가 8,691명 더 많은데, 이는 수도권에서 서울특별시와 가깝거나 교통이 편리한 지역에서 공통적으로 나타나는 현상이다.

## 인구
- 하남시의 연도별 인구(내국인) 추이

| 연도   | 총인구    |  |
| ------ | --------- |  |
| 1990년 | 101,321명 |  |
| 1995년 | 115,773명 |  |
| 2000년 | 120,149명 |  |
| 2005년 | 121,646명 |  |
| 2010년 | 137,569명 |  |
| 2015년 | 154,879명 |  |

## 시청
- 현재 하남시청은 경기도 하남시 신장2동에 위치해 있다.

## 교통

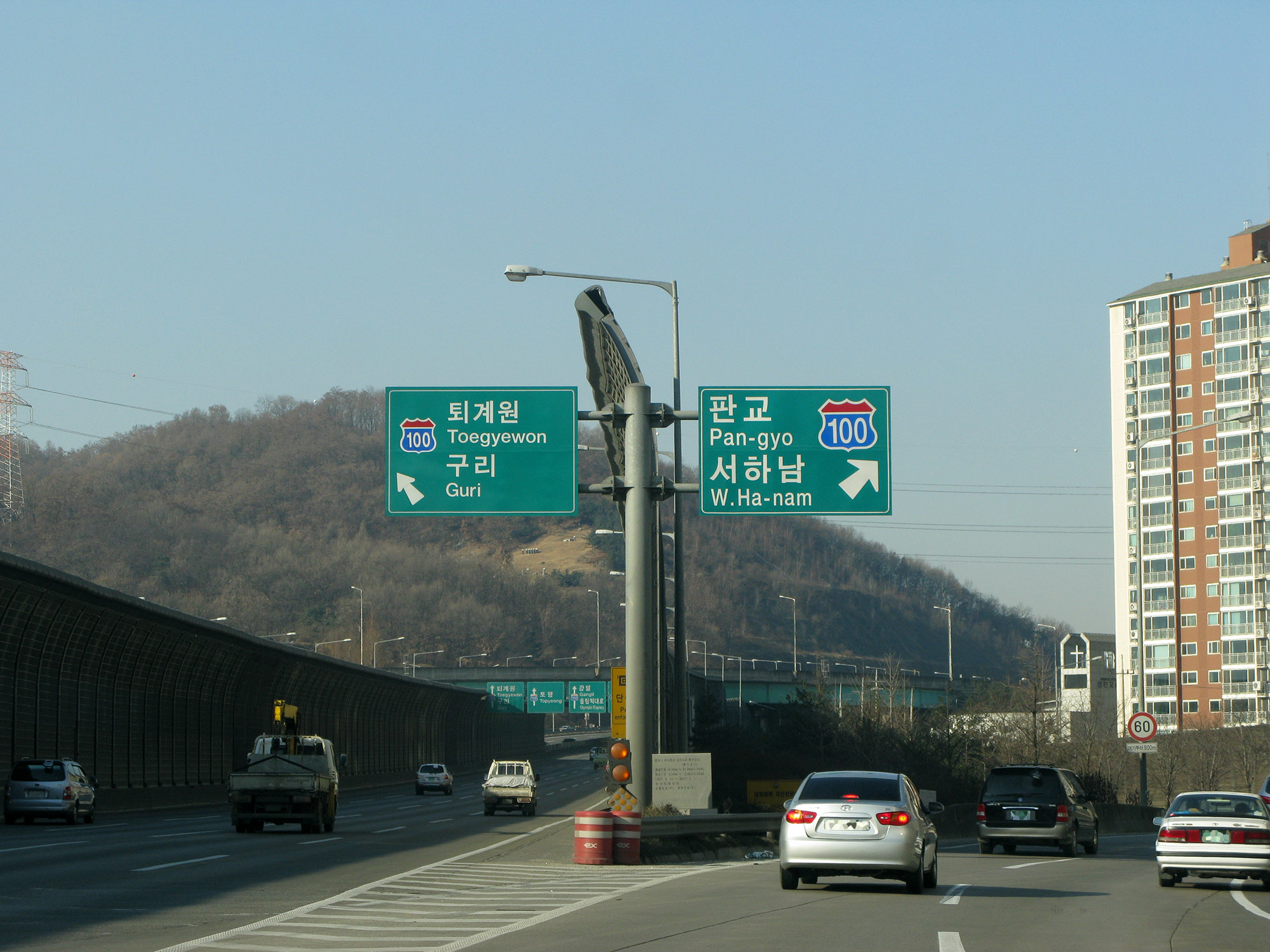
중부고속도로 종점 (수도권제1순환고속도로 하남 분기점)

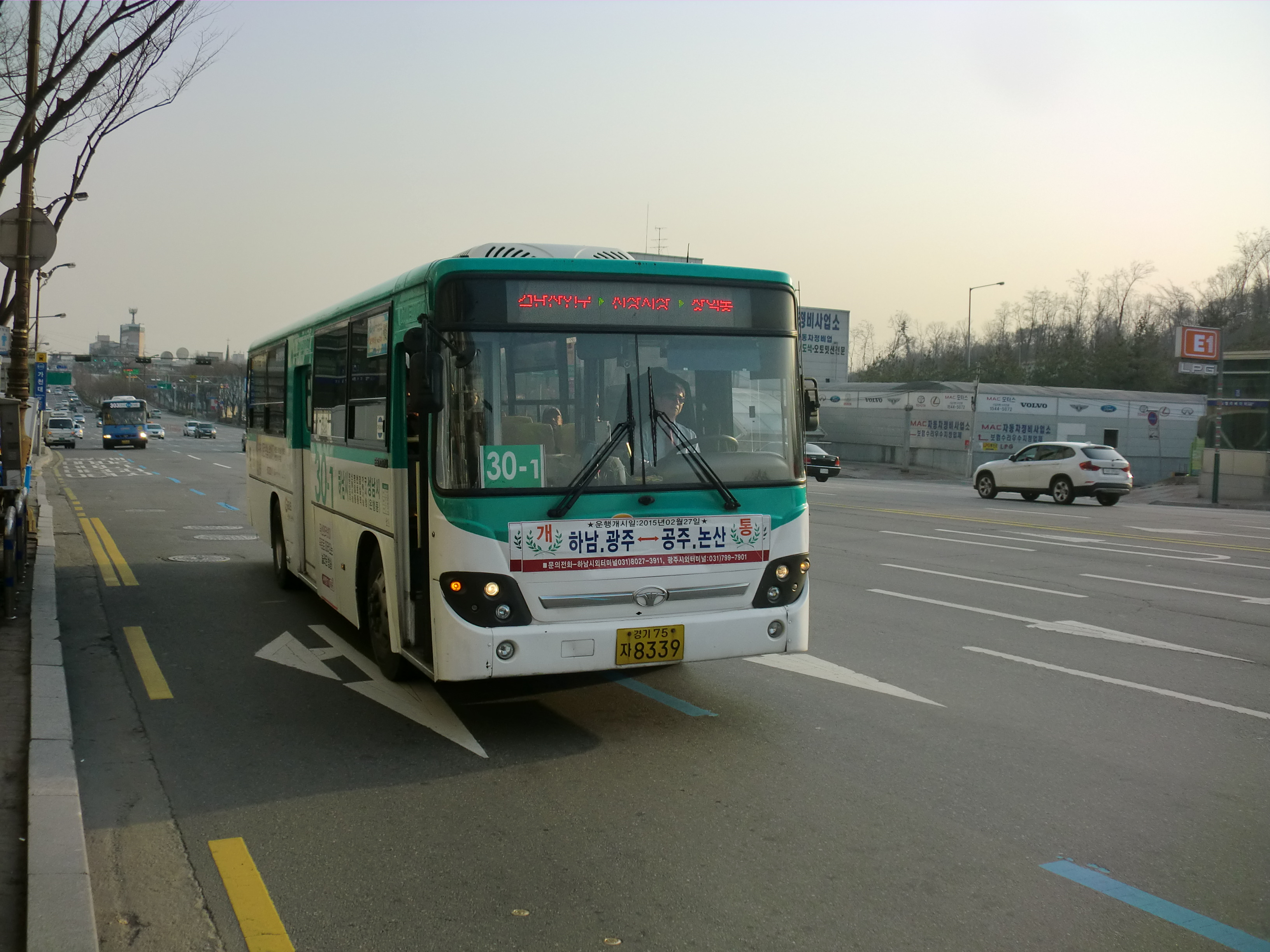
하남 시내 버스

### 철도
한때 하남시에는 전철역이 존재하지 않았었지만 서울 지하철 5호선을 미사지구로 연장하는 방안이 검토되었었으며, 2014년 9월 29일에 착공되었으며, 2020년 8월 8일에 하남선 1단계 구간(상일동역 ~ 하남풍산역)이 개통됨으로 인해 하남시에도 지하철역이 생겼으며, 하남선 2단계 구간(하남풍산역 ~ 하남검단산역)도 2021년 3월 27일에 개통되었다. 후일에는 서울 지하철 3호선도 연장을 기다리며, 위례와 관련한 각종 경전철의 철도도 개통될 것이다.
- 서울교통공사
  - ● 하남선 (5호선)
(서울특별시 강동구) ← 미사역 - 하남풍산역 - 하남시청역 - 하남검단산역

### 도로
고속도로
- 중부고속도로
- 제2중부고속도로
- 서울양양고속도로
- 수도권제1순환고속도로
- 세종포천고속도로

국도
- 국도 제43호선, 국도 제45호선

지방도
- 국가지원지방도 : 국가지원지방도 제88호선

### 시내버스
- 시내버스 : 하남시의 시내버스, 하남시의 마을버스
- 시외버스 : 하남시외버스정류장

이 밖에 2011년 3월 19일에 하남 BRT가 개통되었다.

## 교육 기관
- 고등학교

|  | - 남한고등학교 - 미사강변고등학교 - 미사고등학교 | - 신장고등학교 - 위례고등학교 - 풍산고등학교 | - 하남고등학교 - 하남경영고등학교 - 한국애니메이션고등학교 - 감일고등학교 |

- 중학교

|  | - 감일중학교 - 남한중학교 - 덕풍중학교 - 동부중학교 - 미사강변중학교 | - 미사중학교 - 신장중학교 - 신평중학교 - 위례중학교 | - 윤슬중학교 - 은가람중학교 - 하남중학교 |

- 초등학교

|  | - 고골초등학교 - 나룰초등학교 - 덕풍초등학교 - 단샘초등학교 - 동부초등학교 - 망월초등학교 | - 미사강변초등학교 - 미사중앙초등학교 - 미사초등학교 - 산곡초등학교 - 서부초등학교 | - 신장초등학교 - 신평초등학교 - 위례초등학교 - 윤슬초등학교 - 창우초등학교 - 청아초등학교 | - 하남천현초등학교 - 하남초등학교 - 하남풍산초등학교 - 한홀초등학교 |

- 각종학교

|  | - 동성고등공민학교 (중학교 과정) |

- 특수학교

|  | - 성광학교 |

## 공공서비스
- 하남e스스로

## 공공도서관
- 하남시신장도서관
- 하남시나룰도서관
- 미사도서관
- 덕풍도서관

## 자매도시
| 지역 & 국가    | 도시           | 도시           |
| -------------- | -------------- | -------------- |
| 대한민국       | 강원특별자치도 | 영월군         |
| 대한민국       | 전라남도       | 신안군         |
| 말레이시아     | 슬랑오르주     | 샤알람         |
| 베트남         | 하남성(河南省) |                |
| 사우디아라비아 | 리야드         |                |
| 미국           | 롱비치         |                |
| 중국           | 산둥성(山东省) | 루산시(乳山市) |
| 중국           | 충칭시(重庆市) | 윈양현(云阳县) |

## 갤러리

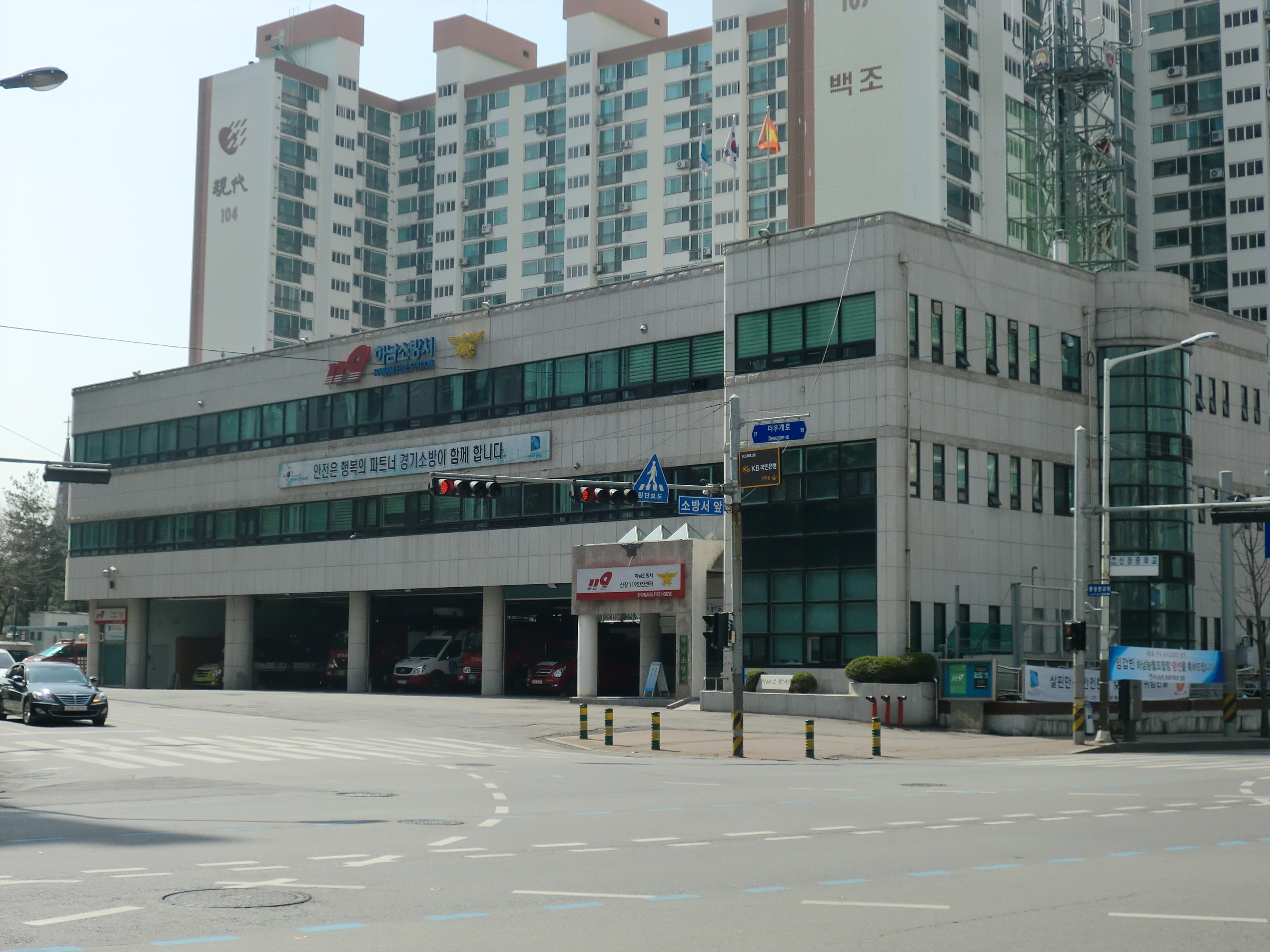
하남소방서
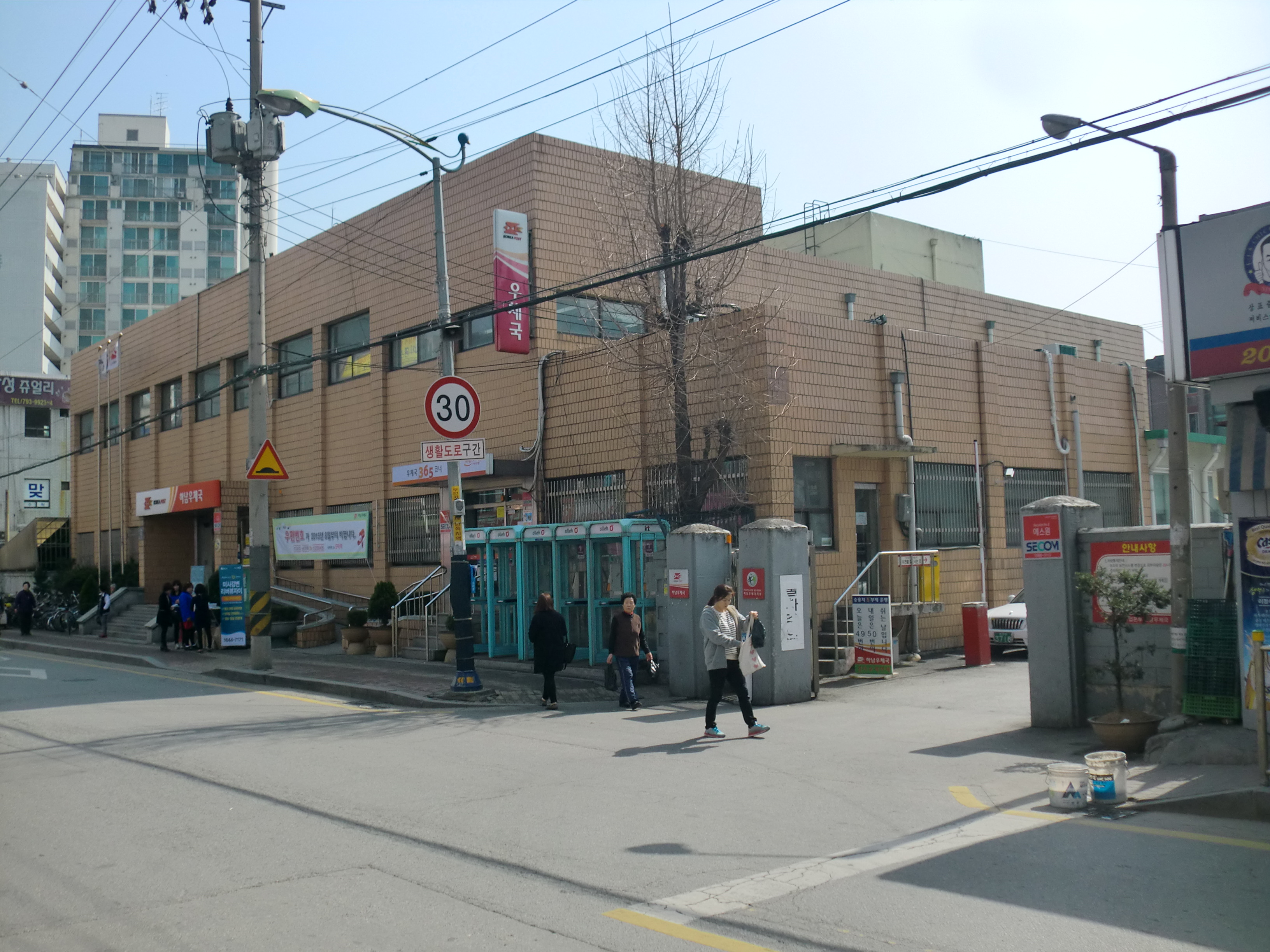
하남우체국
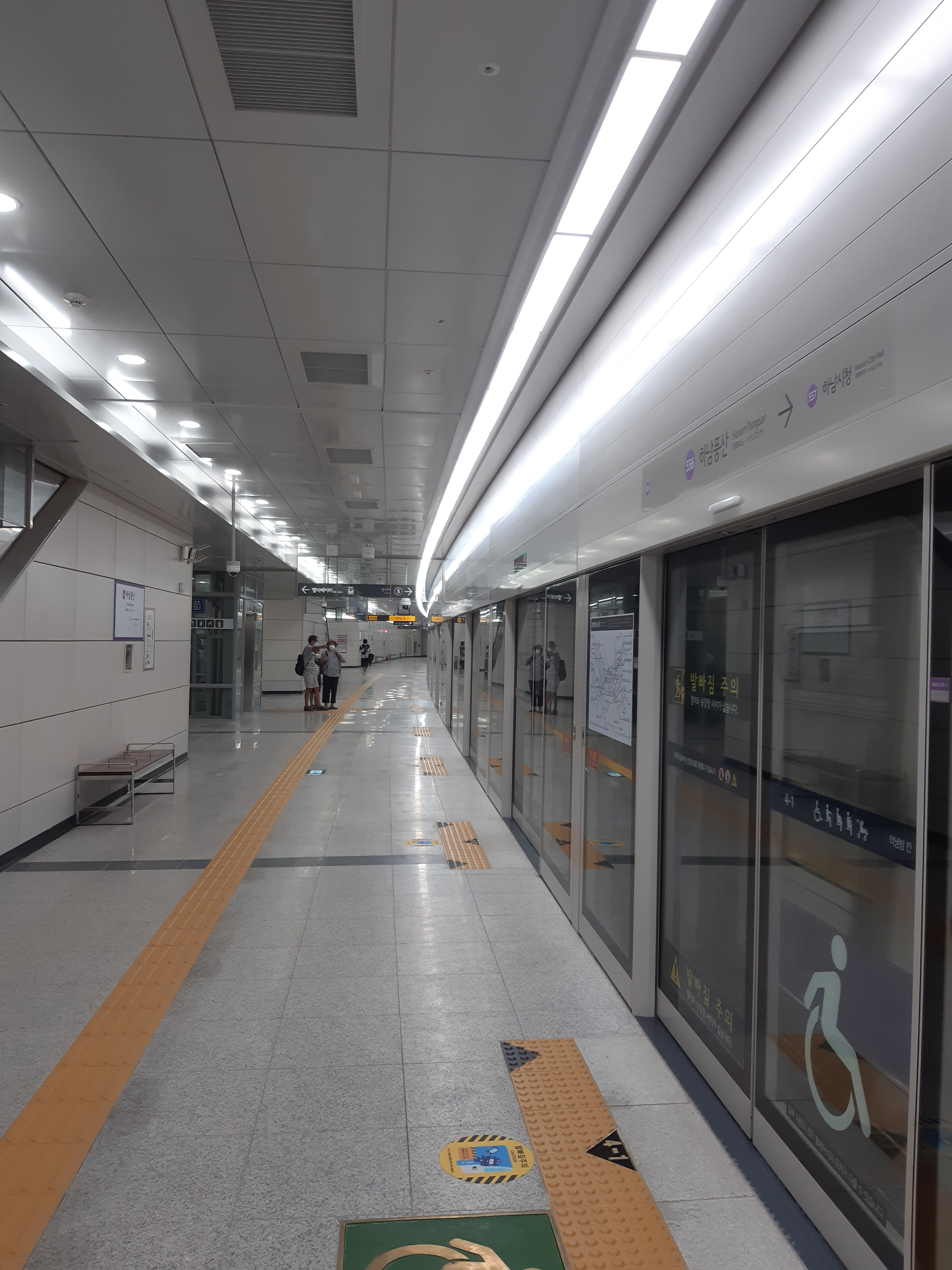
하남풍산역 승강장

## 같이 보기
- 대한민국의 설치순 도시 목록
- 대한민국의 지리
- 수도권 (대한민국)